# Сойтсьярве
Со́йтсьярве (ест. Soitsjärve küla) — село в Естонії, у волості Тарту повіту Тартумаа.

## Населення
Чисельність населення на 31 грудня 2011 року становила 40 осіб.

## Географія
Село лежить на березі озера Сойтс'ярв.